# أبوسوم فرشائي الذيل
أبوسوم فرشائي الذيل أو الكُوْزُو (الاسم العلمي: Trichosurus)، جنس حيوانات لبونة من الجرابيات الشاجرات وفصيلة الفلنجريات. موطنه أستراليا. يألف الاحراج أخصها الأوكاليبتوس. قوته الأوراق والأزهار وبيض العصافير والعصافير والحشرات. يسرح في الليل ويرقد في النهار.

## معرض صور

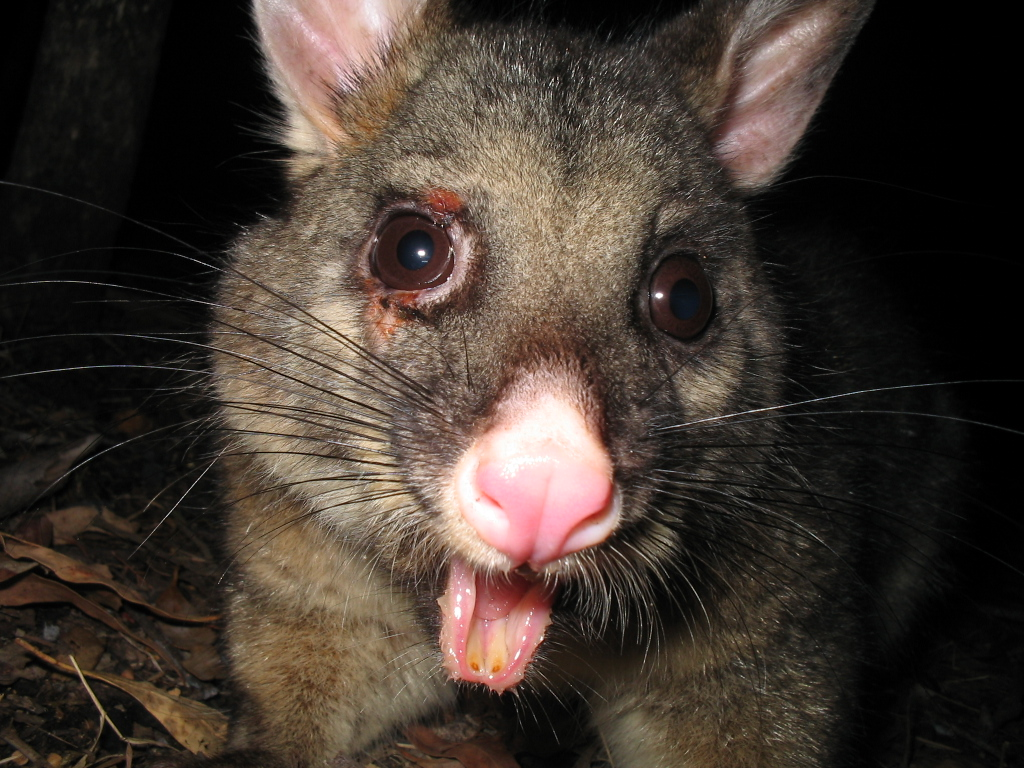
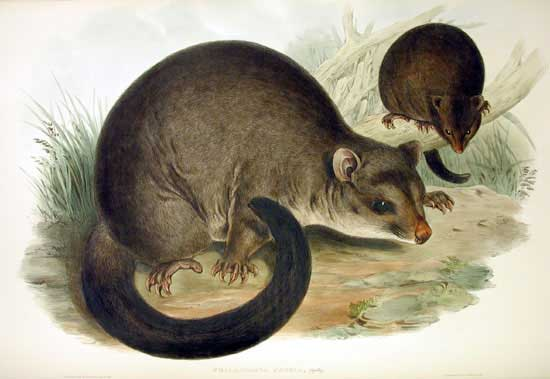
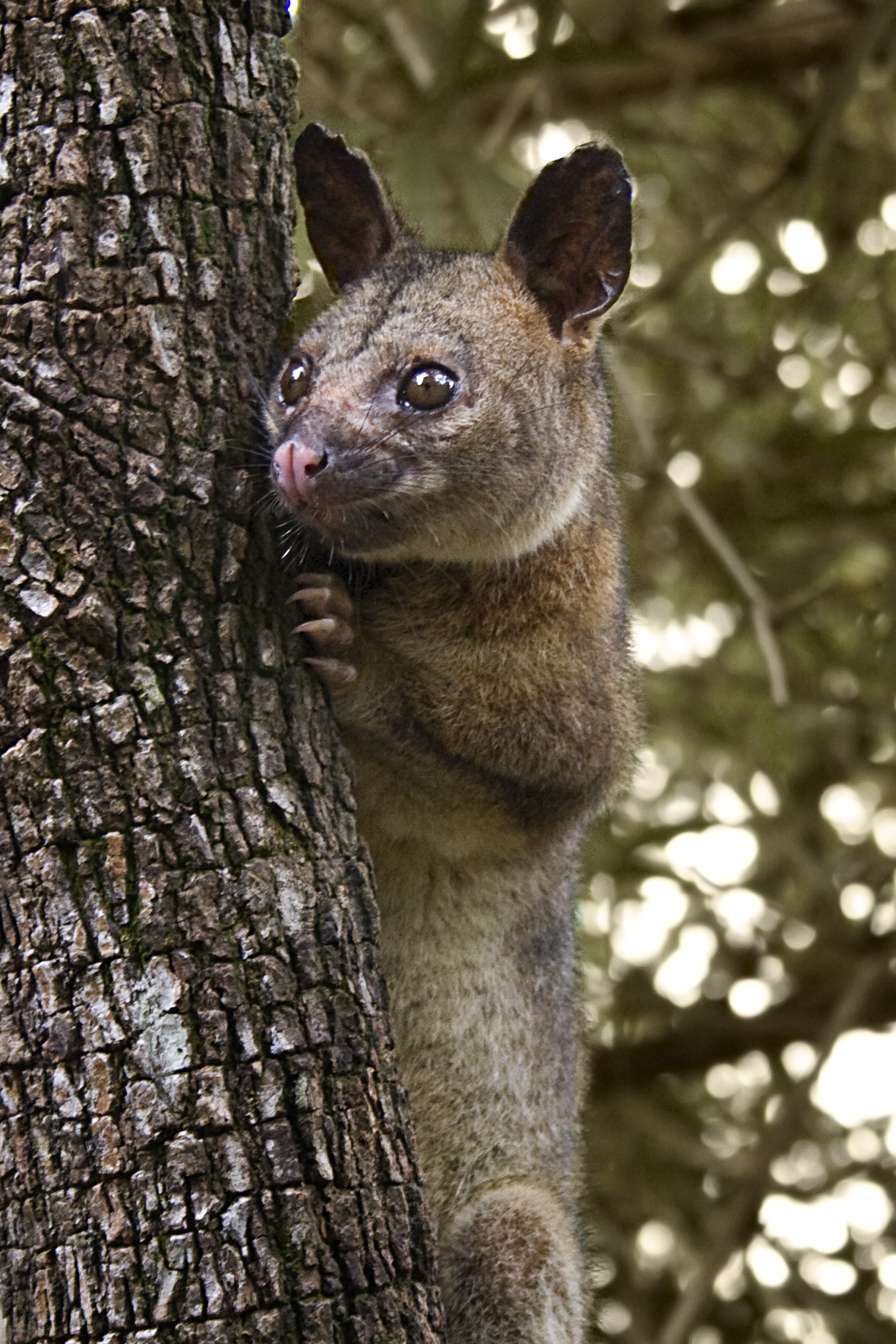
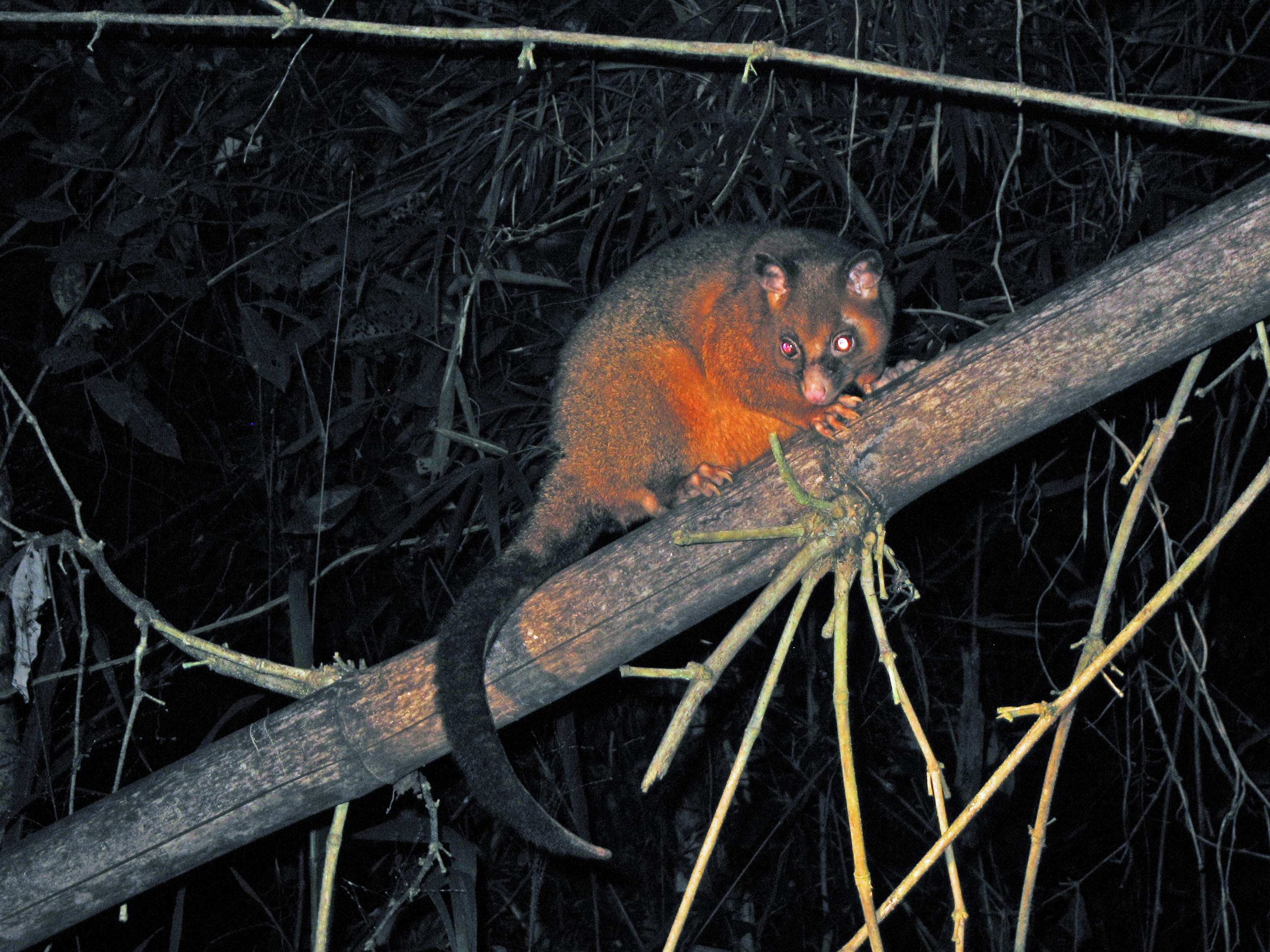